# Moses Hess
Moses Hess (en hebreo: משה הס) (originalmente Moritz Hess) (Bonn, 21 de enero de 1812 - París, 6 de abril de 1875) fue un filósofo alemán de origen judío precursor de lo que después se conocería como sionismo y sionismo socialista. Sus obras más importantes son Roma y Jerusalén (1862), Historia santa de la humanidad (1837) y Triarquía europea (1841).
Moses Hess recibió una educación religiosa judía tradicional, más tarde estudió filosofía en la Universidad de Bonn y vivió en París como corresponsal de un periódico socialista, viviendo los acontecimientos de la revolución de 1848 en París.
A principios de la década de 1840 frecuentó un grupo de jóvenes hegelianos conocido como "Die Freien" (Los libres), una tertulia filosófica y política, colaborando, a partir de 1842, en la publicación de "Rheinische Zeitung" (La Gaceta Renana), vinculada al grupo. 
Amigo personal y colaborador de Karl Marx y Friedrich Engels, en esa época era partidario de la asimilación de los judíos al movimiento comunista. Pero, tras una estancia en Alemania entre 1861 y 1863, cambia su pensamiento y adopta el nombre de Moses (Moisés) en protesta contra el asimilacionismo. 
Inspirado en el Risorgimento italiano escribe Roma y Jerusalén, obra en la que afirma la persistencia, irreductible, de la identidad nacional judía, analiza el antisemitismo europeo de manera muy pesimista y propone el retorno del pueblo judío a Palestina. En su momento no tuvo éxito, solo se vendieron 160 copias de una tirada de 1500, pero posteriormente sus ideas fueron recogidas por el movimiento sionista.